# George Randolph Barse
George Randolph Barse jr.  (Détroit le 31 juillet 1861-Katonah (N.Y.) le 25 février 1938) est un peintre, enseignant et illustrateur américain.

## Biographie

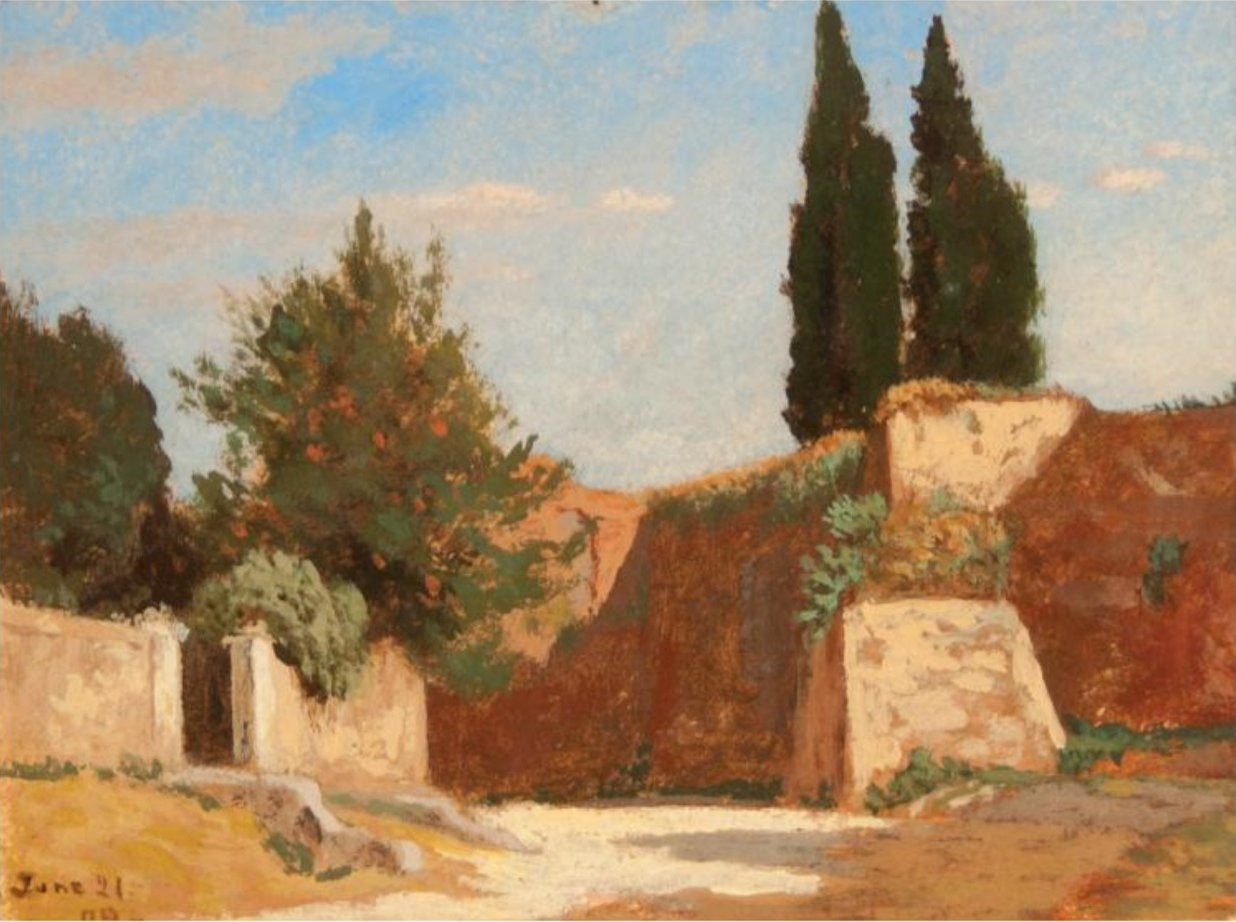
George Randolph Barse, Valle Aurelia, 1879

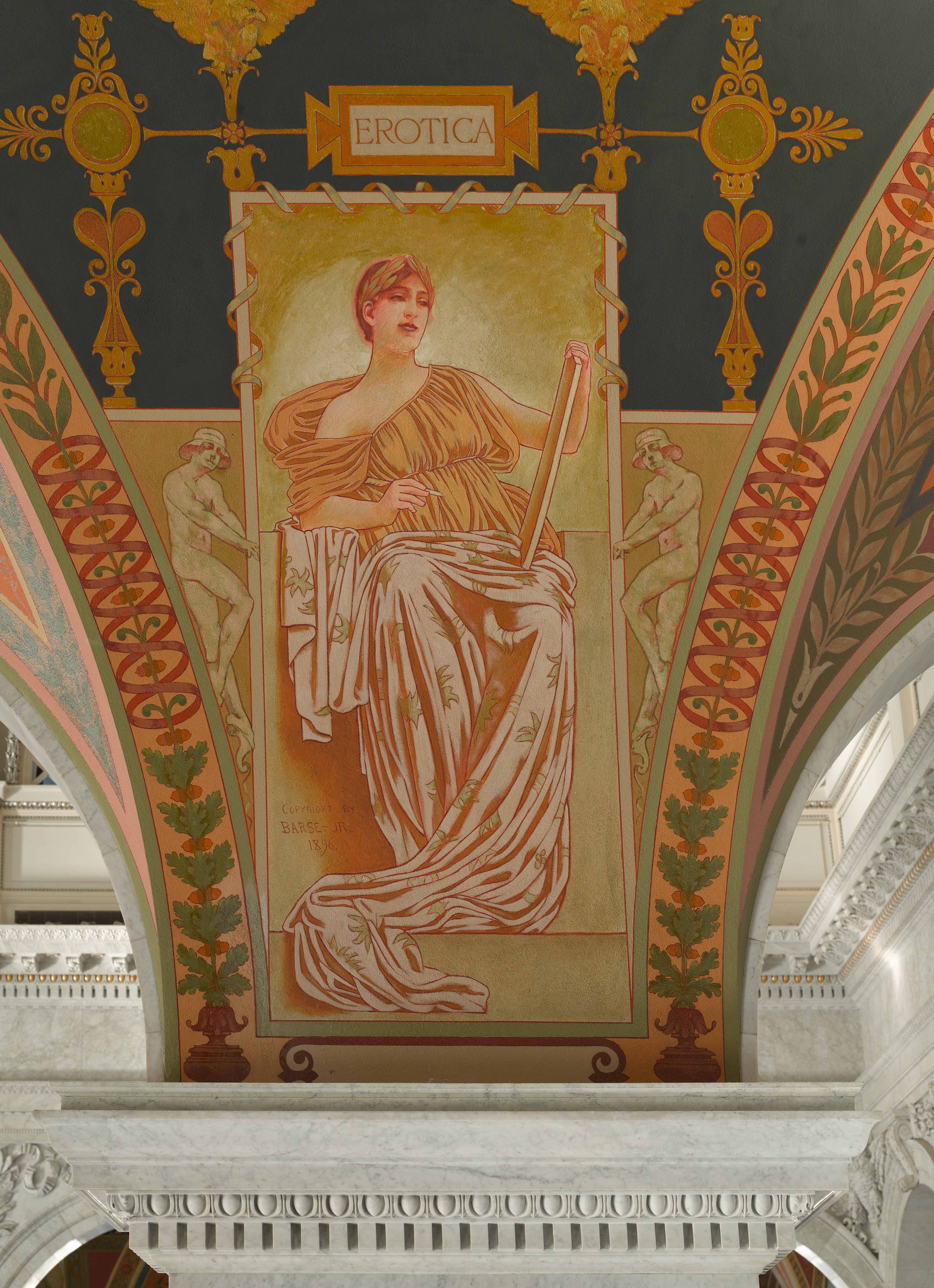
Erotica, 1870, Library of Congress (Washington)

George Randolph Barse étudia à l'école publique à Kansas City, ensuite à l'Art Students League de Chicago sous la direction de John Vanderpoel (en) et, de 1879 au 1885, il vécut une expérience formatrice à Paris, où il fréquenta pendant cinq ans l'École nationale supérieure des beaux-arts, sous la direction d'Alexandre Cabanel. À l'Académie Julian, école privée de peinture et de sculpture, il fut élève de Jules Joseph Lefebvre et de Gustave Boulanger.
Barse revint à New York et retourna en Europe en 1889. Il passa six ans en Italie, à Rome surtout et, pendant un séjour sur l'ile de Capri, il connut la modèle Rosina Ferrara, muse inspiratrice de John Singer Sargent et d'autres peintres. Ils se sont mariés à Rome en 1891 et ils ont plus tard déménagé aux États-Unis.
Le peintre américain, pour son œuvre Nuit et déclin du jour, a reçu en 1898 le prix Shaw, de 1500 dollars, offert par la National Academy of Design.
George Randolph Barse, qui a souvent peint des sujets symboliques, en 1895 a peint à fresque huit panneaux allégoriques, à la Bibliothèque du Congrès de Washington : il s'agissait des figures de la série Literature, dans le bâtiment « Thomas Jefferson ». Il entra en tant que membre associé à la National Academy of Design en 1898 et en devint membre effectif en 1900. Il a enseigné le dessin à l'Art Students League of New York.
À partir du 1904, il vécut à Katonah (New York).
En 1885 il a fait quelques illustrations, pour les Illustrated poems de Oliver Wendell Holmes. Il a aussi dessiné des affiches, pour recueillir des fonds pour l'effort de guerre, pendant la Première Guerre mondiale et, en 1905, des couvertures de The Sunday Magazine, avec des femmes en robe classique ou en robe de chambre.
Rosina Ferrara est morte en 1934 d'une pneumonie. Quatre ans plus tard, Barse s'est suicidé : il s'est tué en respirant du monoxyde de carbone dans un garage fermé. Il laissa à sa fille adoptive une note, dans laquelle il avait simplement écrit qu'il avait terminé son œuvre et qu'il voulait s'endormir.
Après sa mort, grâce à son amie Hattie Bishop Speed (en), pianiste, philanthrope et humaniste, beaucoup de ses œuvres furent acquises par le Speed Art Museum de Louisville. Ses œuvres se trouvent également au Carnegie Museum of Art à Pittsburgh, à la Vanderpoel Memorial Art Gallery à Chicago et au Smithsonian American Art Museum à New York.

## Œuvres (partiel)
- 1883 : The broken pitcher, huile
- 1895 : Classical figure floating over water, aquarelle
- 1899 : Self-Portrait, huile
- 1900 : Profile of a lady in white, pastel
- 1902 : A Letter and a Rose, huile
- 1904 : The Time of Day / Fairy Soap, impression
- 1924 : Autumn beauty, preliminary study, huile
- 1935 : Sketch for "May", huile

### Expositions
- 2007 : Oil paintings, pastels, water colors, decorative designs by George R. Barse, Chicago, Art Institute of Chicago, December 10 to December 29[6].